# قضاء اللحية
قضاء اللحية أحد أقضية لواء الحديدة التابع لولاية اليمن في العهد العثماني، حيث قسمت الدولة العثمانية ما كانت تحكمه من ولاية اليمن إلى أربعة ألوية رئيسية، ويندرج تحته عدد من الأقضية، ويشمل كل قضاء عدة مخاليف أو النواحي.
مركزه مدينة اللحية ومن نواحيه : اللحية ،ميدي ،الزهرة